# Shuars
« Réducteur de tête » redirige ici. Pour les autres significations, voir Réducteur.
 (août 2018).

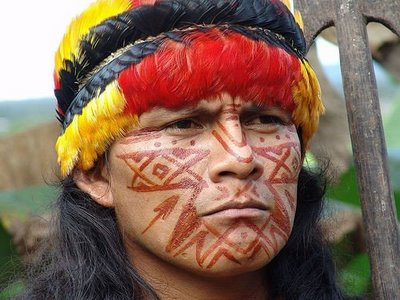
Un homme Shuar.

Les Shuars sont l'un des peuples autochtones d'Amérique faisant partie d'un groupe ethnolinguistique habitants des forêts de la haute Amazonie qui ont été désignés par les premiers envahisseurs espagnols sous le nom de Jivaros (Xibaros), terme dont la signification est « sauvage » ou « barbare ». Cette appellation péjorative est rejetée et considérée comme insultante par les intéressés, qui l’ont à leur tour utilisée pour désigner les groupes d’indiens acculturés partis peupler les banlieues urbaines. Leurs territoires sont actuellement coupés en deux, depuis la guerre de 1941, par la frontière entre l'Équateur et le Pérou.
Cinq peuples sont regroupés sous le terme de Jivaros (chiffres de population approximatifs) :
- Majoritairement en Équateur : les  Shuar (40 000), les Achuar (5 000) et les Shiwiars (700) ;
- Majoritairement au Pérou : les Aguarunas (45 000) et les Huambisas (5 500).

## Données historiques
Les populations amazoniennes ne disposant pas d’écriture, leur culture est établie sur la  transmission orale de leur Histoire (mythes, légendes et rites chamaniques où apparaissent par exemple, de manière symbolique, les premiers rapports avec les européens).
Les rares données historiques sont fournies par les peuples qui les ont bien côtoyés.
Leur réputation ancienne de guerriers farouches et redoutés, jaloux de leur indépendance, est attestée dans les annales de l’empire Inca par la défaite qu’ils font subir aux armées du Sapa Inca Huayna Capac, mettant ainsi fin à son extension vers le nord-est.
Les Espagnols sont attirés dès 1550 vers les terres orientales par la rumeur d'abondants gisements d’or. Les « Xibaros » réussissent avant la fin du siècle à les repousser en masse vers les hautes terres, et à interdire l'accès à leur territoire à toutes les expéditions montées à partir des Andes par les autorités de Quito pour tenter d’établir le contrôle de la monarchie sur les zones aurifères. 
Ces succès, obtenus au prix de nombreuses vies indiennes, et sans doute pour une bonne part grâce au milieu hostile de la forêt amazonienne que les indiens connaissent parfaitement, ainsi que la découverte par les Espagnols de la pratique chamanique des « têtes réduites » (tsantzas) ont produit l’image caricaturale qui a encore cours aujourd’hui du sauvage jivaro coupeur de têtes.
À partir de 1640, les missionnaires jésuites, essaient à leur tour d'entrer en haute Amazonie, n'ont pas plus de succès et ne parviennent jamais à établir au sein de l'immense territoire une mission durable. L'échec répété de ces coûteuses expéditions, tant civiles que missionnaires, amène finalement la Couronne à les interdire au début du XVIIIe siècle.
La période suivante, jusqu’à la fin du XIXe siècle, permet aux Jivaros la reprise démographique et territoriale face à l’arrêt de la ligne de colonisation, matérialisée par une poignée de hameaux isolés habités par de petits groupes de colons laissés à eux-mêmes. C'est ainsi l’un des rares groupes indigènes de la région à survivre sans dommages au grand boom du caoutchouc dans les années 1880-1910.

## Mode de vie

### Rites et coutume
Malgré la forte pénétration des religions chrétiennes, l'animisme chamanique est encore très présent et il est courant d’intégrer un Notre Père à un rite de guérison.
L’organisation clanique de la société est fondée sur la famille élargie vivant suivant les groupes dans différents types de maisons communautaires qui peuvent regrouper plusieurs familles apparentées, avec ou sans séparation des sexes dans des parties déterminées.  La polygamie autrefois courante, à la seule condition pour l’homme d’être capable de subvenir aux besoins de la famille, est désormais rarement pratiquée.
La chasse, la pêche et la cueillette, sont dévolues aux hommes, les femmes se chargent de la culture du jardin, plantes potagères et médicinales, et de l’élevage. En dehors de cette séparation des rôles, pas de division du travail ni de rapports hiérarchiques. La réciprocité est au centre de la vie sociale : réciprocité entre familles, entre clan, entre les hommes et la nature. Si une famille manque de nourriture, elle sera aidée par une autre.
Le rôle du chaman (Uwishin) est toujours très important pour la cohésion du groupe. Il est chargé de la transmission des savoirs et de la guérison des maladies qui pour les indiens sont beaucoup plus qu’un dérèglement fonctionnel du corps. La maladie est perçue comme un déséquilibre entre l’homme et la nature dont il fait partie. Elle peut survenir lorsque les actions de l’individu sont en désaccord avec lui-même, les autres ou le monde. L’acte de guérison est donc de rétablir l’équilibre avec entre autres l’aide des plantes (dont l’Ayahuasca, boisson hallucinogène) dont le rôle n’est pas d’avoir une action chimique sur la maladie, mais de refaire le lien entre l’homme et l’environnement.
Ils avaient pour habitude de manger des bouillons, souvent de crocodiles.

#### Tsantzas
La coutume des Tsantzas, têtes réduites, est sans doute celle qui a le plus marqué l'imagination des occidentaux et le plus contribué à la réputation des Jivaros. Un explorateur belge, le marquis Robert de Wavrin, fut probablement le premier occidental à assister à une cérémonie de réduction de têtes et à pouvoir la filmer dans son documentaire Au pays du scalp sorti en 1931.
Les conflits fréquents entre les différents groupes ou tribus n'avaient pas pour but de s'approprier des richesses ou des territoires, mais plutôt de s'emparer des forces et de l'esprit de l'ennemi ainsi que de se venger sur lui des exactions et meurtres passés, dans un cycle de « vendetta » sans fin. Ramenées comme trophées, les têtes des ennemis tués étaient transformées au cours d’un rituel long et complexe destiné à incorporer la force de l’âme de la victime et à obtenir une protection contre la vengeance du camp adverse. Comme l’ennemi fraîchement tué produit également une âme vengeresse, il faut absolument maintenir cette dernière prisonnière dans la tête de son propriétaire. Une fois vidée et désossée, la tête était desséchée à l’aide de cendres et de pierres chaudes, remplie de sable, cousue et remodelée. Elle servait ensuite pendue au cou de son propriétaire dans une cérémonie destinée à montrer aux ancêtres que la vengeance avait bien été accomplie.
Certains des premiers explorateurs européens, dont des missionnaires, firent les frais de cette pratique. Dès le début du XVe siècle, des collectionneurs et amateurs de curiosités occidentaux cherchèrent à se procurer des tsantzas. Cette demande ainsi que l’apparition d’armes à feu changea dangereusement les habitudes des indiens qui se mirent à produire des trophées uniquement destinés au troc. Ce n’est que dans les années soixante que les autorités équatoriennes et péruviennes interdirent cette pratique. Depuis, des trafics de tsantzas d’imitation ont été constatés. Soit fabriquées avec de la peau de chèvres ou de singes, soit avec des corps humains par des taxidermistes à partir de cadavres récupérés dans des morgues loin de tout contexte amérindien.

## Histoire récente

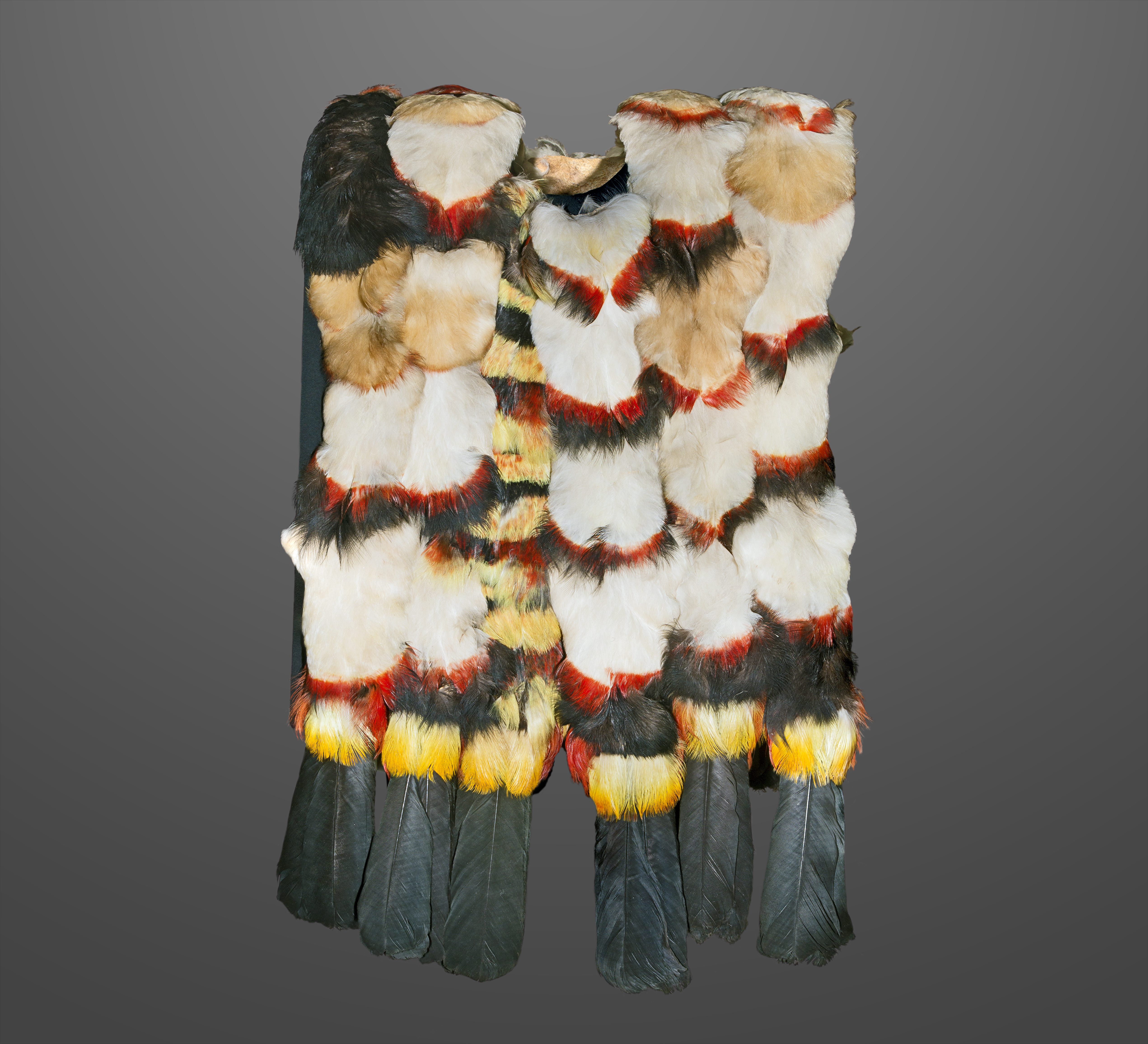
Tunique en plume de toucan Muséum de Toulouse

Au début du XXe siècle, les groupes les plus occidentaux, et notamment les Shuar de l'Équateur, doivent céder peu à peu du terrain face à une nouvelle colonisation soutenue tant par l'État équatorien que par les municipalités andines, aux prises avec une population paysanne expulsée de ses terres pour la constitution de grandes propriétés, en voie de modernisation. Les richesses du sous-sol et le besoin de terres cultivables attirent de plus en plus de monde. Pour justifier leurs exactions sur la population, les colons réinventent le mythe du « Jivaro sauvage et sanguinaire ». 
Dans le même temps, les missions religieuses, tant catholiques que protestantes, s'emploient à nouveau avec énergie à sédentariser et regrouper les Indiens, et à leur inculquer les principes de la civilisation en raflant leurs enfants pour les scolariser dans leurs internats, ce qui eut pour effet de créer une coupure culturelle entre les générations.
Les conflits entre l'Équateur et le Pérou, qui finit par annexer une part importante de l’Amazonie équatorienne, détruisirent et chassèrent de nombreuses communautés indiennes et en séparèrent d’autres par des frontières gardées.
En 1986, toutes les organisations indigènes se sont fédérées pour fonder la Confédération des nationalités indigènes de l'Équateur qui, en 1990 a organisé la plus grande manifestation que l’Équateur ait connue, pour exiger la reconnaissance des langues et des cultures autochtones.
En 1998, la nouvelle constitution équatorienne précise dans son article 1 :
- « 1) L'Équateur est un État social de droit, souverain, unitaire, indépendant, démocratique, pluri-culturel et multi-ethnique. Son gouvernement est républicain, présidentiel, électif, représentatif, responsable, alternatif, participant et d'administration décentralisée. [...] »
- « 3) L'État respecte et stimule le développement de toutes les langues équatoriennes. Le castillan est la langue officielle. Le quechua, le shuar et les autres langues ancestrales sont d'usage officiel pour les peuples indigènes, selon les termes fixés par la loi. [...] »

En juin 1999, le mouvement des autochtones pour la reconnaissance de leurs droits sur la terre  paralysa la vie du pays par une grève pacifique. Malgré l’opposition de l’armée et de la plupart des partis politiques, le président Borja accorda à la confédération des Shuars la propriété de 11 000 km2 en Amazonie.
La lutte pour la reconnaissance des droits de peuples autochtones est loin d’être terminée. La répression violente est souvent la réponse aux manifestations et le partage des richesses est loin d’être une réalité.
Les peuples d’Amazonie ont aussi à combattre les multinationales qui se disputent les richesses de leur sous-sol, particulièrement les compagnies minières et pétrolières.
En Équateur, les peuples indigènes de l'Amazonie se sont unis au sein de la CONFENIAE, la Confédération des nationalités indigènes de l’Amazonie équatorienne (Confederación de Nacionalidades Indígenas de la Amazonía Ecuatoriana), et au niveau national avec les autres nationalités indigènes au sein de la CONAIE, la Confédération des nationalités indigènes de l’Équateur (Confederación de Nacionalidades Indígenas del Ecuador).
La nouvelle constitution approuvée par l'Assemblée nationale constituante d'Équateur le 25 juin 2008, octroie à la langue shuar le statut de langue officielle.
Les Shuars apparaissent dans un livre de Don Rosa où Picsou est un potentiel client de leur potions réductrices[réf. nécessaire].